# Binh pháp Ngô Tử
Ngô Tử (giản thể: 吴子; phồn thể: 吳子; bính âm: Wúzǐ) hay Ngô Tử binh pháp (吴子兵法), Ngô Khởi binh pháp (吴起兵法) là một tác phẩm binh pháp của Ngô Khởi đời Chiến Quốc. Tác phẩm tập hợp những khảo luận về quân sự của ông trong thời gian làm tướng ở nước Lỗ và nước Ngụy. Đây được coi là một trong những bộ binh pháp tiêu biểu nhất ở Trung Quốc thời cổ đại và là một trong Vũ kinh thất thư hay bảy bộ binh pháp kinh điển của Trung Quốc và thường được giới thiệu kèm với Tôn Tử binh pháp để tạo thành bộ sách quân sự nổi tiếng Tôn Ngô binh pháp (孙吴兵法).

## Lịch sử sáng tác
Tương truyền Ngô Tử do Ngô Khởi người nước Vệ, một danh tướng của nước Lỗ và nước Ngụy sống sau thời Tôn Vũ, sáng tác. Vì có nhiều bản Ngô Tử lưu truyền nên thời nhà Minh và nhà Thanh, có học giả đã nghi ngờ rằng Ngô Tử là do người đời Tây Hán mạo danh Ngô Khởi mà sáng tác, tuy nhiên hiện nay đa số ý kiến thống nhất rằng nội dung của Ngô Tử xuất phát từ tư tưởng của Ngô Khởi thật sự nhưng trong quá trình lưu truyền sao chép về sau bị sai lệch dẫn đến sự tồn tại của nhiều bản Ngô Tử khác nhau.
Sách Ngô Tử thường được giới thiệu kèm với sách Tôn Tử binh pháp của Tôn Vũ để tạo thành tác phẩm quân sự nổi tiếng Tôn Ngô binh pháp (孙吴兵法), một bộ sách được nhiều thế hệ nhà quân sự Trung Quốc tham khảo. Thời nhà Tống, sách được giới thiệu trong bộ Vũ kinh thất thư, đây là bản in sớm nhất được biết tới của tác phẩm. Thời nhà Minh Ngô Tử lại được đưa vào bộ Nhị thập tử (二十子), ngoài ra còn một phiên bản Ngô Tử thời Minh khác xuất hiện trong Vũ học kinh truyện tam chủng (武学经传三种). Tới đời nhà Thanh, Ngô Tử cùng Tôn Tử binh pháp và Tư Mã pháp của Tư Mã Nhương Thư được tập hợp thành bộ Tôn Ngô Tư Mã pháp (孙吴司马法) và giới thiệu trong tủ sách Bình tân quán tùng thư. Một bản Ngô Tử cũng được đưa vào bộ bách khoa của Càn Long Tứ khố toàn thư. Trong thời hiện đại, bộ sách đã được Trung Hoa học nghệ xã dựa theo bản thời nhà Tống khắc in trong Vũ kinh thất thư.

## Chi tiết

### Cấu trúc
Bản Ngô Tử hiện nay gồm có 6 phần:
1. Đồ quốc (图国, chinh phục quốc gia)
2. Liệu địch (料敌, đối phó với kẻ địch)
3. Trị binh (治兵, điều khiển binh sĩ)
4. Luận tướng (论将, bàn về tướng lĩnh)
5. Ứng biến (应变, các cách đối phó)
6. Lệ sĩ (励士, động viên cấp dưới)

### Nội dung
Sách Ngô Tử chủ yếu tổng kết kinh nghiệm chiến tranh của Ngô Khởi thu thập được thời Chiến Quốc. Ngô Tử được đánh giá cao vì những lý luận gần gũi với thực tiễn chiến đấu của Ngô Khởi, ông đề xuất dùng việc trị binh làm gốc cho chiến thắng, thưởng phạt nghiêm minh như "Tiến hữu trọng thưởng, thoái hữu trọng hình" (進有重賞，退有重刑, tiến lên thì được khen thưởng mà thoái lui thì bị trừng phạt), "Dụng binh chi pháp, giáo giới vi tiên" (用兵之法，教戒為先, dùng luật pháp để điều khiển binh sĩ, coi trọng trước hết việc giáo dục, khuyên răn). Ngô Tử cũng bộc lộ những tư tưởng hiện đại về quân sự như đề cao vai trò của từng cá nhân trong chiến đấu, qua đó tinh giản việc tuyển mộ, tập trung tăng cường khả năng chiến đấu của từng sĩ tốt, phân công hợp lý các đơn vị nhằm tối ưu hóa đội hình của quân đội. Ngô Khởi cũng rất coi trọng vị trí của người cầm quân tối cao, theo ông người đó phải nắm được cả văn võ, biết cương, biết nhu khi lãnh đạo quân sĩ.